# Église de Vilar de Donas

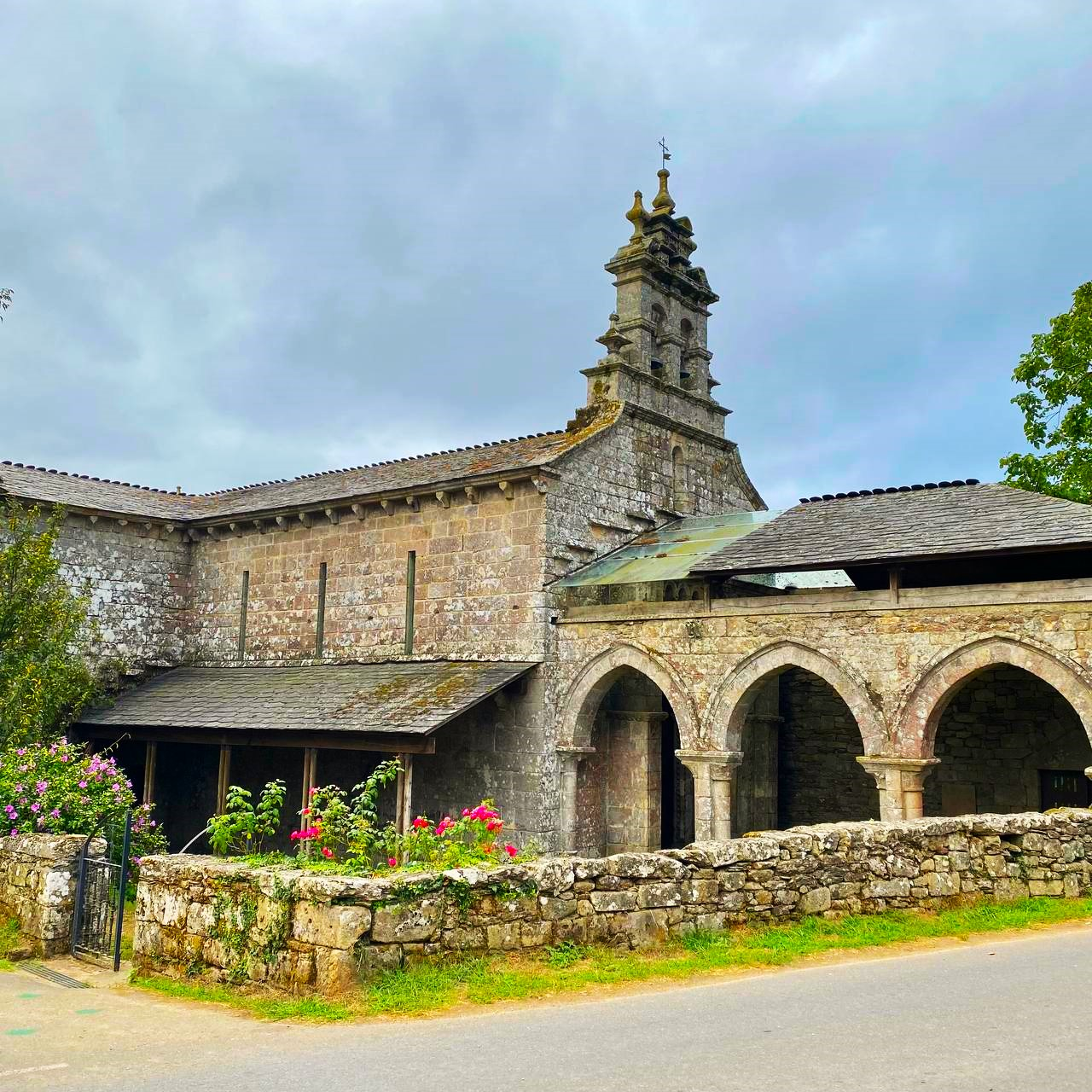
Un aspect de l'église vers l'ancien cloître et un jardinet
du couvent.

 (août 2024).
Si vous disposez d'ouvrages ou d'articles de référence ou si vous connaissez des sites web de qualité traitant du thème abordé ici, merci de compléter l'article en donnant les références utiles à sa vérifiabilité et en les liant à la section « Notes et références ».
 (août 2024).
La mise en forme du texte ne suit pas les recommandations de Wikipédia : il faut le « wikifier ».
Les points d'amélioration suivants sont les cas les plus fréquents :
- Les titres sont pré-formatés par le logiciel. Ils ne sont ni en capitales, ni en gras.
- Le texte ne doit pas être écrit en capitales (les noms de famille non plus), ni en gras, ni en italique, ni en « petit »…
- Le gras n'est utilisé que pour surligner le titre de l'article dans l'introduction, une seule fois.
- L'italique est rarement utilisé : mots en langue étrangère, titres d'œuvres, noms de bateaux, etc.
- Les citations ne sont pas en italique mais en corps de texte normal. Elles sont entourées par des guillemets français : « et ».
- Les listes à puces sont à éviter, des paragraphes rédigés étant largement préférés. Les tableaux sont à réserver à la présentation de données structurées (résultats, etc.).
- Les appels de note de bas de page (petits chiffres en exposant, introduits par l'outil «  Source ») sont à placer entre la fin de phrase et le point final[comme ça].
- Les liens internes (vers d'autres articles de Wikipédia) sont à choisir avec parcimonie. Créez des liens vers des articles approfondissant le sujet. Les termes génériques sans rapport avec le sujet sont à éviter, ainsi que les répétitions de liens vers un même terme.
- Les liens externes sont à placer uniquement dans une section « Liens externes », à la fin de l'article. Ces liens sont à choisir avec parcimonie suivant les règles définies. Si un lien sert de source à l'article, son insertion dans le texte est à faire par les notes de bas de page.
- La présentation des références doit suivre les conventions bibliographiques. Il est recommandé d'utiliser les modèles {{Ouvrage}}, {{Chapitre}}, {{Article}}, {{Lien web}} et/ou {{Bibliographie}}. Le mode d'édition visuel peut mettre en forme automatiquement les références.
- Insérer une infobox (cadre d'informations à droite) n'est pas obligatoire pour parachever la mise en page.

Pour une aide détaillée, merci de consulter Aide:Wikification.
Si vous pensez que ces points ont été résolus, vous pouvez retirer ce bandeau et améliorer la mise en forme d'un autre article.
 (août 2024).
L'église de Vilar de Donas est un lieu de culte catholique situé dans la commune galicienne de Palas de Rey, sur un chemin[Lequel ?] français[pourquoi ?] de Saint-Jacques-de-Compostelle. Ils s'agit d'une construction du milieu du XIIe siècle, dont on célèbre le 800e anniversaire en 2024, et considérée comme bien d'intérêt culturel depuis 1931.
La légende attribue sa fondation à un groupe de dames de la famille d'Arias de Monterroso (représenté dans la chapelle principale de la nef), dans le but de devenir un monastère féminin, d'où  leur nom de "donas" (avec un tilde sur le "n" ?). Dans la seconde moitié du XIIe siècle, les enfants des fondateurs en firent don à l'ordre de Santiago, qui protégeait les pèlerins se dirigeant vers Compostelle. 
La construction adopte un plan en croix latine, avec une seule nef et trois absides à son chevet, ce qui est très inhabituel dans le roman galicien, car il se pourrait qu'elle ait été destinée à être une église de pèlerinage et qu'il était possible de la visiter pendant les heures d'ouverture pour les messes (comme la cathédrale même de Saint-Jacques). La construction de l'église repose sur des blocs de granit très bien équarris et dotés d'abondantes traces de maçonnerie. 
L'édifice présente plusieurs éléments sculpturaux romans. On distingue les chapiteaux de l'arc de triomphe et ceux de la nef, décorés de motifs végétaux, d'animaux fantastiques et de figures humaines. Ces sculptures, bien que de style roman, montrent une certaine évolution vers des formes plus naturalistes, caractéristiques du gothique primitif, comme c'est également le cas des arcs, ceux en plein cintre étant conservés mais des arcs en ogive, plus typiques de l'architecture gothique, commencent également à apparaître.
La façade, d'époque romane tardive, rappelle le caractère de l'atelier du Maestro Mateo, l'auteur du portique de la gloire de la cathédrale de Santiago. On remarque la ferronnerie romane d'origine qui orne et renforce cette porte depuis des centaines d'années. C'est l'une des rares églises à les conserver. Toutes les extrémités des ferrures s'ouvrent en forme de feuilles de palmier et sont terminées par des pointes de flèches. 
À l'intérieur de l'église, deux éléments sont particulièrement remarquables : d'une part, les peintures gothiques qui font partie du maître-autel ; de l'autre, les différentes pierres tombales médiévales en l'honneur des chevaliers de l'Ordre de Santiago, qui y furent enterrés au XIIe siècle. 
Les peintures de la partie centrale représentent l'épisode biblique évangélique de l'Annonciation, avec l'archange Saint Gabriel à gauche et la Vierge Marie à droite. Au-dessus d'eux se trouvent le roi David et le prophète Jérémie. L'on peut y lire : « JE PROPHÉTISE QUE XX VOTRE VIERGE MARIE MANGER[Quoi ?] LE SAUVEUR DE VOUS SERAIT NÉ. »[réf. souhaitée] En bas figurent aussi un ange endormi et un autre éveillé, faisant tous deux référence à l'Ancien et au Nouveau Testaments. Sur la voûte, Jésus est également représenté, parmi les rois de l'époque de la construction de l'édifice, Jean II de Castille, Marie d'Aragon et son fils Henri, futur roi (Henri IV). 
De telles peintures murales sont rares en Galice, où peu d'églises conservent des décorations picturales aussi anciennes, des XIVe et XVe siècles. On pense qu'au moins trois artistes y auraient participé. 
Un autre personnage très important en Galice, Gonzalo Ozores de Ulloa, après avoir terminé la construction du château de Pambre, envahit Vilar de Donas et laisse sa marque sur le monastère, construisant la figure du château en pierre et la fixant sur le baldaquin. 
En plus d'être un lieu de culte et de sépulture, on pense que l'église et son monastère attenant servaient d'hôpital pour les pèlerins du chemin de Compostelle. Cet usage hospitalier est une caractéristique commune à de nombreux monastères et couvents dudit itinéraire, offrant refuge et soins auxdits pèlerins. Il est curieux qu’il soit éloigné de la route malgré cette fonction hospitalière, mais cela est dû au premier caractère originel des lieux, de monastère de religieuses, recherchant l'éloignement du trafic habituel de voyageurs.
Après le désamortissement[Quoi ?] de Mendizábal lors de la quatrième décennie du XIXe siècle, Vilar de Donas est devenu comme tant d’autres l'église paroissiale qu'elle demeure depuis lors.